# Иов (архиепископ Суздальский)
Архиепископ Иов — архиепископ Суздальский и Тарусский.
С 1572 года — настоятель Суздальского Спасо-Евфимиева монастыря.
В 1587 году хиротонисан во епископа Суздальского. В мае 1589 года возведен в сан архиепископа.
В том же году был участником XV Московского Собора об учреждении патриаршества в России.
В 1591 году, когда татары подступали к Москве, был послан из Москвы к русскому войску с иконами.
В 1592 году уволен на покой.
Скончался 24 июня 1594 года («Лѣта 7102 (1594) мѣсяца iюня 24 дня, на память рождества св. славнаго Пророка и Предтечи Крестителя Iоанна преставися рабъ Божій Преосвященный Архіепископъ Iовъ Суздальскій»). Погребён в Спасо-Евфимиевом монастыре.